# مهند عدنان درجال
مهند عدنان درجال (انگلیسی: Muhannad Darjal؛ زادهٔ ۱ ژانویهٔ ۱۹۸۶) یک ورزشکار است.